# Fizbo (Modern Family)
Fizbo é o nono episódio da primeira temporada da série Modern Family. O episódio foi exibido originalmente pela ABC no dia 25 de Novembro de 2009 nos EUA.

## Sinopse
Claire e Phil decidem planejar uma festa de aniversário espetacular para Luke, que fica muito feliz com a ideia. Manny está apaixonado por uma garota da escola e tenta conquistar ela na festa do Luke. Enquanto isso Cameron mostra seu lado artístico e será o palhaço na festa do Luke o famoso: Fizbo. Em contra partida Phil tem que superar seu medo contra palhaços.

## Críticas
Na sua transmissão original, "Fizbo" foi visto por cerca de 7,12 milhões de famílias, tornando-se o episódio com menor audiência devido a ser véspera de Dia de Ação de Graças. O episódio recebeu críticas positivas dos críticos com muitos nomeando-o como o melhor episódio da temporada. Embora tenha sido, o episódio menos visto da temporada. o Revisor do IGN Robert Canning observou, "Modern Family continuou sua tendência de episódios pendentes". Nolan Gould considera esse seu episódio favorito da série. BuddyTV chamou o episódio como o melhor episódio dizendo: "Um episódio com vários pedaços que formam um conjunto perfeito, a família se reúne para uma festa de aniversário desastrosa que conta com um palhaço, uma besta, um escorpião, um castelo inflável, uma tirolesa e contas". Donna Bowman do The AV Club deu ao episódio Um provérbio "o melhor episódio de aniversário, melhor que nunca. E o melhor episódio desde o primeiro casal. Bem-vindo de volta, Modern Family".